# NGC 6089-2
NGC 6089-2 is een compact sterrenstelsel in het sterrenbeeld Noorderkroon. Het hemelobject werd op 28 mei 1791 ontdekt door de Duits-Britse astronoom William Herschel.

## Synoniemen
- MCG 6-36-1
- ZWG 196.4
- ZWG 196.91